# Базарний провулок (Нікополь)
Базарний провулок - найкоротший провулок у Нікополі. Пролягає від вулиці Ярославського до Базарної вулиці. 

## Історія
Провулок виник у 2011 році під назвою Брестський, на честь біорусського окупованного українцями місто Берестя. Сучасна назва з 2013 року.